# Wyścig do Tunisu
Wyścig do Tunisu (ang. Run for Tunis) – powszechne w historiografii anglosaskiej określenie na część kampanii afrykańskiej, stoczoną w listopadzie i grudniu 1942 roku podczas II wojny światowej. Gdy w połowie listopada ustał opór wojsk Francji Vichy wobec lądowania aliantów w Algierii podczas operacji Torch, alianci posunęli się szybko na wschód większością swoich sił, aby zająć Tunis i zapobiec okopaniu się sił Osi w Tunezji. W kluczowym momencie bitwy pod koniec listopada wysunięte oddziały alianckie znajdowały się mniej niż 32 km od Tunisu, lecz obrońcy przeprowadzili kontratak i odepchnęli aliantów kolejne 32 km do tyłu, na pozycje, które miały ustabilizować się aż do końca roku. 

## Tło sytuacyjne

### Alianci
Planiści operacji Torch zakładali, że wojska Francji Vichy przeciwstawią się alianckim desantom, a siły inwazyjne zostały tak sformowane, aby miały przewagę liczebną, zwłaszcza w piechocie, nad siłami francuskimi w miejscu lądowania. W Algierze zejście na ląd sił zmotoryzowanych rozpoczęło się 12 listopada, cztery dni po rozpoczęciu operacji, umożliwiając wyprowadzenie natarcia na wschód dopiero 15 listopada. Alianci mieli tylko dwie grupy brygadowe piechoty z brytyjskiej 78 Dywizji Piechoty (gen. mjr Vyvyan Evelegh), pancerną grupę pułkową z brytyjskiej 6 Dywizji Pancernej (Blade Force) oraz dodatkową artylerię do wsparcia natarcia. Próba dotarcia do Bizerty i Tunisu drogą lądową, zanim siły Osi zdążą się okopać, była ryzykowna oraz uzależniona od zdolności marynarki wojennej i sił powietrznych do opóźnienia przemieszczania się Osi.

### Siły Osi
Chociaż alianci zakładali zdecydowany opór wojsk Vichy wobec lądowań aliantów w Algierii i Maroku, nie docenili jednak szybkości, z jaką państwa Osi mogą wzmocnić swoje pozycje w Tunezji. Pomimo doniesień wywiadu dotyczących reakcji wojsk Osi na inwazję, alianci reagowali powoli i dopiero prawie dwa tygodnie po wylądowaniu w Afryce Północnej opracowano plany ataków powietrznych i morskich mających na celu powstrzymanie transportu morskiego oddziałów Osi do Tunisu. Pod koniec listopada brytyjskie morski zespół bojowy Force K został zreformowany na Malcie, tak aby osiągnąć siłę trzech krążowników i czterech niszczycieli, a na Bône utworzono Force Q z trzema krążownikami i dwoma niszczycielami. Żaden okręt Osi, który płynął do Tunisu, nie został zatopiony w listopadzie, lecz flota aliancka zniszczyła siedem transportowców Osi na początku grudnia. Na sukces na morzu było już jednak za późno, ponieważ do Afryki zdążyły przybyć czołgi niemieckiej 10 Dywizji Pancernej. Konwoje państw Osi zaczęły pływać w dzień, kiedy mogły być osłaniane przez samoloty Luftwaffe. Nocne konwoje zostały wznowione po zakończeniu rozbudowy pól minowych na pozycjach obronnych Osi, co poważnie ograniczyło możliwości działania Force K i Force Q.

### Francja Vichy
Tunezyjscy urzędnicy kolonialni byli niezdecydowani, kogo wspierać, a lotniska pozostawiono otwarte dla obu stron konfliktu; 9 listopada loty zwiadowcze dostarczyły informacji, że w Tunisie wylądowało 40 niemieckich samolotów, a następnego dnia brytyjskie rozpoznanie fotograficzne pokazało tam około 100 niemieckich maszyn. Tego samego dnia Regia Aeronautica wysłała 28 myśliwców do Tunisu, a dwa dni później rozpoczęto transport wojsk lądowych drogą powietrzną, którą ostatecznie dostarczono do Tunezji 15 000 żołnierzy i 527 ton zaopatrzenia; statki w tym samym czasie przywiozły 176 czołgów, 131 dział, 1152 innych pojazdów i 12 000 ton zaopatrzenia. Do końca miesiąca przybyły trzy niemieckie dywizje, w tym 10 Dywizja Pancerna (gen. mjr. Wolfganga Fischera) oraz dwie włoskie dywizje piechoty. 12 listopada gen. Walther Nehring został powołany na dowódcę nowo utworzonego LXXXX Korpusu Armijnego i przybył do Afryki 17 listopada. Dowódca wojsk francuskich w Tunezji, gen. Georges Barré, przeniósł oddziały Vichy w góry i utworzył linię obronną od Téboursouk do Majaz al Bab, z rozkazem powstrzymania próby jej przekroczenia przez oddziały alianckie.

## Preludium

### Rozejm z rządem Vichy
Do 10 listopada francuski opór wobec lądowań aliantów w Algierii i Maroku ustał, tworząc militarną próżnię w Tunezji. 9 listopada gen. por. Kenneth Anderson objął dowództwo nad wschodnią grupą zadaniową w Algierze, która została przemianowana na brytyjską 1 Armię. Anderson rozkazał żołnierzom na wschodzie zająć porty Bidżaja, Philippeville i Bône oraz lotnisko w Dżidżalu, przed wkroczeniem wojsk Osi do Tunezji. Planiści alianccy wykluczyli desant morski w Tunezji z powodu braku dostępnych sił i dużego zagrożenia z powietrza; alianci musieli więc posuwać się naprzód lądem, zanim Niemcy i Włosi zdążą umocnić się w Tunisie. 11 listopada brytyjska 36 Brygada Piechoty (bryg. A.L. Kent-Lemona) zajęła bez oporu Bidżaję, ale trudności z zaopatrzeniem sprawiły, że do Dżidżalu można było dotrzeć drogą lądową dopiero 13 listopada. Lotnisko Bône zostało zajęte po zrzucie spadochroniarzy przez  brytyjski 3 Batalion Spadochronowy, po czym 12 listopada komandosi z No. 6 Commando zajęli port.
Wysunięte elementy 36 Brygady dotarły do Tebarki 15 listopada i Djebel Abiod 18 listopada, gdzie nawiązały pierwszy kontakt z siłami Osi. Dalej na południe, 15 listopada, amerykańscy spadochroniarze z 509 Spadochronowego Batalionu Piechoty bez oporu wylądowali pod Youks-les-Bains i zajęli miejscowe lotnisko, a pięć dni później, 17 listopada, zajęli kolejne lotnisko w Gafsa. 19 listopada gen. Nehring zażądał dla swoich sił przejścia przez most w Medjez, lecz odmówił mu gen. Barré. Niemcy dwukrotnie kontratakowali i zostali odparci, a obrona francuska, pozbawiona sił pancernych i artylerii, została zmuszona do wycofania się. Mimo że niektóre francuskie oddziały przeszły z bronią w ręku na stronę aliantów, stanowisko większości sił Vichy w Afryce była niepewne. Na mocy porozumienia północnoafrykańskiego z 22 listopada Francuska Afryka Północna przeszła na stronę aliantów, po czym oddziały alianckie zostały przepuszczone przez francuskie linie; jednak do tego czasu siły Osi w Afryce osiągnęły już wielkość korpusu i przewyższyły liczebnie aliantów.

### Plan
Do Tunezji z Algierii prowadziły dwie drogi na wschód. Plan aliantów zakładał posuwanie się naprzód obydwiema drogami i zajęcie Bizerty oraz Tunisu. Po zdobyciu Bizerty operacja Torch miała dobiec końca. Atak na północy w kierunku Bizerty miała poprowadzić 36 Brygada Piechoty 78 Dywizji Piechoty, wspierana przez Hart Force, mały mobilny oddział z brytyjskiej 11 Brygady Piechoty, a na południu w stronę Tunisu reszta 11 Brygady Piechoty. Po ich lewej stronie znajdowała się Blade Force (płk. Richarda Hulla), pancerna grupa pułkowa, w skład której wchodziły czołgi 17/21 Pułku Ułanów, amerykański batalion czołgów lekkich oraz piechota zmotoryzowana, spadochroniarze, artyleria, działa przeciwpancerne i przeciwlotnicze oraz inżynierowie.

## Bitwa

### Atak aliantów

Konturowa mapa Tunezji przedstawiająca przebieg kampanii 1942–1943

Dwie kolumny alianckie ruszyły w kierunku Djebel Abiod i Beja, atakowane przez samoloty Luftwaffe, która miała lokalną przewagę w powietrzu, ponieważ alianckie samoloty musiały latać z odległych baz w Algierii. Na północnej drodze wysunięte elementy 36 Brygady poczyniły szybkie postępy do 17 listopada, kiedy to napotkały nieprzyjacielskie siły złożone z 17 czołgów, 400 spadochroniarzy i dział samobieżnych pod Djebel Abiod. Brytyjczycy obezwładnili jedenaście czołgów, ale nie mając wsparcia własnych sił pancernych, zostali zatrzymani na dziewięć dni. Kolumny alianckie skoncentrowały się w Djebel Abiod i Beja, przygotowując się do ataku 24 listopada. 36 Brygada miała ruszyć z Djebel Abiod w kierunku Mateur, a 11 Brygada miała ruszyć w dół doliny rzeki Merjerda, aby zająć Majaz al Bab (także Medjez el Bab lub Medjez), a stamtąd do Tebourby, Dżedejdy i Tunisu.
Blade Force miała przemieszczać się polnymi drogami, w szczelinie pomiędzy dwiema brygadami piechoty, w kierunku Sidi Nsir, i wykonać ataki z flanki na Terbourbę i Dżedejdę. Atak na północy został odwołany z powodu ulewnego deszczu, a na południu 11 Brygada Piechoty została zatrzymana przez obrońców Medjez. Blade Force przeszła przez Sidi Nsir, aby dotrzeć do przełęczy Chouigui na północ od Terbourby, kiedy kompania C, 1. batalionu, 1 Pułku Pancernego, amerykańskiej 1 Dywizji Pancernej (mjr. Rudolpha Barlowa) z 17 lekkimi czołgami M3 Stuart, wspierana przez samochody pancerne brytyjskiego Pułku Derbyshire Yeomanry, dokonała infiltracji za liniami wojsk Osi aż do bazy lotniczej w Dżedejdzie po południu. Alianckie czołgi zniszczyły ponad 20 samolotów Osi (w tym całą grupę należącą do Sturzkampfgeschwader 3), ostrzelały hangary, magazyny zaopatrzenia i zabiły kilku żołnierzy wroga; jednakże bez wsparcia piechoty musiały wycofać się do Chouigui.
Zaskoczenie osiągnięte przez Blade Force zaniepokoiło Nehringa w tym, że garnizon w Medjez jest podatny na oskrzydlenie, dlatego obrońcy zostali wycofani do Dżedejdy, zaledwie 30 km od Tunisu. Atak 36 Brygady Piechoty rozpoczął się 26 listopada, lecz Nehring wykorzystał opóźnienie w Djebel Abiod, aby zastawić zasadzkę w Jefna na drodze z Sedjenane do Mateur. Niemcy zajęli wzniesienia po obu stronach drogi, która po ulewnym deszczu była bardzo błotnista, a teren po obu jej stronach był nieprzejezdny dla pojazdów; czołowy brytyjski batalion poniósł tego dnia 149 ofiar. Kent-Lemon wysłał piechotę na wzgórza, aby oskrzydlić Niemców, ale zdeterminowanej obrony niemieckich spadochroniarzy na dobrze rozplanowanych pozycjach obronnych nie dało się pokonać z marszu. Lądowanie No. 1 Commando, 23 km na zachód od Bizerty, przeprowadzone 30 listopada w celu oskrzydlenia pozycji w Jefna, nie powiodło się; komandosi dołączyli do 36 Brygady 3 grudnia, a pozycja ta pozostała w rękach Niemców do ostatnich dni walk w Tunezji w 1943 roku.

### Niemiecki odwrót
Wczesnym rankiem 26 listopada 11 Brygada Piechoty wkroczyła do Medjez nie napotykając oporu i takoż dotarła do Tebourby, gotowa do ataku na Dżedejdę. Jednak następnego dnia Niemcy kontratakowali, zabijając i raniąc 137 żołnierzy alianckich i biorąc 286 jeńców. Brygada ponownie zaatakowała 28 listopada w kierunku lotniska w Dżedejdzie, a Dowództwo Bojowe „B” 1 Dywizji Pancernej straciło 19 czołgów od ognia dział przeciwpancernych w mieście. 29 listopada świeże jednostki 1 Brygady Gwardii (78 Dywizja Piechoty), które przybyły do Algieru 22 listopada, rozpoczęły odciążanie 11 Brygady Piechoty. 29 listopada Dowództwo Bojowe „B” zebrało się, by zaatakować 2 grudnia wraz z Blade Force. 2 batalion Pułku Spadochronowego (ppłk. Johna Frosta) miał zostać zrzucony w ramach operacji Oudna 3 grudnia w pobliżu lotnisk Osi wokół Depienne, 48 km na południe od Tunisu, aby zniszczyć bombowce nurkujące Stuka i zagrozić Tunisowi od południa. Główny atak został powstrzymany przez kontratak sił Osi 1 grudnia, a atak Blade Force nigdy się nie rozpoczął; 2. batalion wycofał się 80 km w stronę linii alianckich, nieustannie ostrzeliwany przez wroga, tracąc przy tym 23 zabitych i rannych oraz 266 zaginionych.
Kontratak sł Osi został przeprowadzony przez 10 Dywizję Pancerną, która właśnie przybyła do Tunezji, z północy w kierunku Tebourby.. Blade Force poniosła znaczne straty i wieczorem 2 grudnia została wycofana, pozostawiając 11 Brygadę Piechoty i Dowództwo Bojowe „B”, aby oprzeć się atakowi wojsk Osi, który prawie odciął brygadę i przedarł się przez jej pozycje. Desperackie walki toczone przez 2. batalion Pułku Hampshire (1 Brygada Gwardii) i 1. batalion Pułku East Surrey trwały cztery dni i opóźniły natarcie sił Osi, podczas gdy opór Dowództwa Bojowego „B” przeciwko atakom pancernym i piechoty z południowego wschodu umożliwił powolne wycofanie się na wyżyny po obu stronach rzeki na zachód od Terbourby. Hampshires ponieśli straty w wysokości 75 proc. stanu osobowego, a Surreys prawie 60 proc..
Gdy do Afryki przybywało więcej żołnierzy alianckich, V Korpus (gen. Charlesa Waltera Allfreya) z 1 Armii przejął wszystkie siły w sektorze Tebourby, w tym 6 Dywizję Pancerną, 78 Dywizję Piechoty, Dowództwo Bojowe „B” z 1 Dywizji Pancernej, 1 Brygadę Spadochronową, No. 1 i No. 6 Commando. Allfrey uznał, że zubożone jednostki stojące przed Tebourbą są narażone na zbytnie niebezpieczeństwo i nakazał wycofanie się około 9,7 km na wzniesienia Longstop Hill (Djebel el Ahmera) o wysokości 270 m i Bou Aoukaz po dwóch stronach rzeki. 10 grudnia czołgi Osi zaatakowały Dowództwo Bojowe „B” na Bou Aoukaz, przy czym ugrzęzły w błocie, następnie amerykańskie czołgi kontratakowały, ale także utknęły i 18 z nich zostało zniszczonych.

### Kolejne operacje
Kolejny atak aliantów był gotowy pod koniec grudnia 1942 roku, kiedy siły alianckie liczyły 54 000 żołnierzy brytyjskich, 73 800 amerykańskich i 7 000 francuskich. Rozpoznanie wykazało, że stoi przed nimi około 125 000 żołnierzy sił bojowych i 70 000 personelu nieuzbrojonego, głównie Włochów. W nocy z 16 na 17 grudnia kompania z 1 Dywizji Piechoty zaatakowała Maknassy, 249 km na południe od Tunisu i wzięła 21 niemieckich jeńców. Główny atak rozpoczął się 22 grudnia po południu, pomimo deszczu i niewystarczającego wsparcia powietrznego; elementy 18 Pułkowego Zespołu Bojowego 1 Dywizji Piechoty i 2. batalionu Pułku Gwardii Coldstream z 1 Brygady Gwardii 78 Dywizji posuwali się w górę dolnymi grzbietami Longstop Hill, które dominowało w korytarzu rzecznym od Medjez do Tebourby, a następnie do Tunisu. Rankiem 23 grudnia Coldstreams wyparli ze szczytu jednostki 10 Dywizji Pancernej, tam zostali zluzowani przez 18 Pułkowy Zespół Bojowy i wycofali do Mejdez. Niemcy odzyskali wzgórze w kontrataku, Coldstreams otrzymali rozkaz zajęcia go z powrotem, a następnego dnia odzyskali szczyt i okopali się. Do 25 grudnia, gdy amunicja była na wyczerpaniu, a siły Osi utrzymywały sąsiednie wzniesienia, pozycja Longstop Hill stała się nie do utrzymania, a alianci zostali zmuszeni do wycofania się do Medjez.